# John Baldwin (Politiker)
John Baldwin (* 5. April 1772 in Mansfield, Colony of Connecticut; † 27. März 1850 in Windham, Connecticut) war ein US-amerikanischer Politiker. Zwischen 1825 und 1829 vertrat er den Bundesstaat Connecticut im US-Repräsentantenhaus.

## Werdegang
John Baldwin besuchte die öffentlichen Schulen seiner Heimat und danach bis 1797 die Brown University in Providence (Rhode Island). Nach einem Jurastudium und seiner im Jahr 1800 erfolgten Zulassung als Rechtsanwalt begann er in Windham in seinem neuen Beruf zu arbeiten. Zwischen 1818 und 1824 war er auch Nachlassrichter im Windham County.
Baldwin war ein Anhänger von John Quincy Adams und wurde nach der Auflösung der Demokratisch-Republikanischen Partei Mitte der 1820er Jahre Mitglied der kurzlebigen National Republican Party sowie dann in den 1830er Jahren der Whig Party. Bei den Kongresswahlen des Jahres 1824, die in Connecticut staatsweit abgehalten wurden, wurde er in das US-Repräsentantenhaus in Washington, D.C. gewählt. Dort übernahm er am 4. März 1825 das bis dahin von Lemuel Whitman gehaltene Mandat. Nach einer Wiederwahl im Jahr 1826 konnte Baldwin bis zum 3. März 1829 zwei Legislaturperioden im Kongress absolvieren. Diese Jahre waren als Folge der umstrittenen Präsidentschaftswahlen des Jahres 1824 von heftigen Diskussionen zwischen den Anhängern und Gegnern von Andrew Jackson und dessen neu gegründeter Demokratischen Partei überschattet. Baldwin gehörte zu Jacksons Gegnern.
Nach dem Ende seiner Zeit im US-Repräsentantenhaus arbeitete John Baldwin wieder als Anwalt. Er hat kein weiteres bedeutendes politisches Amt mehr ausgeübt und starb am 27. März 1850 in Windham, wo er auch beigesetzt wurde.